# کارولین سگر
کارولین سگر (سوئدی: Caroline Seger؛ زادهٔ ۱۹ مارس ۱۹۸۵) یک بازیکن فوتبال اهل سوئد است.

## باشگاهی
از باشگاه‌هایی که در آن بازی کرده‌است می‌توان به فیلادلفیا ایندپندنس، باشگاه فوتبال لینشوپینگ و وسترن نیویورک فلش اشاره کرد.

## تیم ملی
وی همچنین در تیم ملی فوتبال سوئد بازی کرده‌است.

## زندگی شخصی
سگر آشکارا یک لزبین است، او در دسامبر ۲۰۱۳ به مجله QX گفت که به دوست دختر خود افتخار می‌کند. در سالهای گذشته سگر گرایش خود را پنهان کرده بود، اما تصمیم گرفت که به عنوان الگویی برای دیگران صحبت کند.